# 雨が止まない世界なら
「雨が止まない世界なら」は、西川大貴が作詞・構成を行い、桑原あいが作曲したソングサイクル・ミュージカル。「降り止まない雨」をテーマに綴った、短篇集ミュージカル。

## 概要
2021年4月4日、西川大貴による歌詞がクロネコチャンネルで公開される。
2021年4月11日、ポエトリー・リーディング動画がYoutubeで順次公開される。
2021年6月から10日間のワークショップを実施。実際に俳優が楽曲を歌うことによって、作品を検証する。その一連として7月10日COTTON CLUBにて一回限りのワークショップ公演を行い、初めて舞台上で楽曲を披露される。
公演翌日はワークショップ最終日として振り返り稽古を実施。
2022年6月30日にコンセプトアルバムを発売。
2023年1月6日「雨が止まない世界なら」in Concertを開催。

## 楽曲
以下は『雨が止まない世界なら』の全曲目である。

数字は曲順

「朗読」はポエトリー・リーディング動画

「WS」はワークショップ公演

「☆」はコンセプトアルバムに収録されている曲
| 曲順 | 曲順 | 曲目                           | キャスト   | キャスト                            | キャスト                            | キャスト                              | キャスト                          |
| 朗読 | ☆    | 曲目                           | 朗読       | ワークショップ                      | アルバム                            | コンサート                            | 2024                              |
| ---- | ---- | ------------------------------ | ---------- | ----------------------------------- | ----------------------------------- | ------------------------------------- | --------------------------------- |
| 1    | 1    | 今日も窓が濡れる               | 西川大貴   | 小此木麻里 田中秀哉 畠中洋 和田清香 | 小此木麻里 清水彩花 田中秀哉 畠中洋 | 小此木麻里 清水彩花 西川大貴 山野靖博 | Ema 大音 智海 長谷川 開 原田 真絢 |
| 2    | 2    | 狐雨の頃                       | 内海啓貴   | 田中秀哉                            | 海宝直人                            | 染谷洸太                              | 吉田 広大                         |
| 3    | 3    | 雨蛙の主張                     | 可知寛子   | 畠中洋 和田清香                     | 土居裕子 畠中洋                     | 畠中洋 小此木麻里                     | 阿岐之 将一 梅田 彩佳             |
| 4    | 4    | news#1（語り）                 | 吉原光夫   |                                     | 内海啓貴                            | -                                     | [ † 1 ]                           |
| 4    | 5    | 逃げのびるだけでいいだろう     | 森崎ウィン | 田中秀哉                            | 西川大貴                            | 西川大貴                              | 廣瀬 友祐                         |
| 5    | 6    | 海に潜ったクジラ               | 熊谷彩春   | 小此木麻里                          | 田村芽実                            | 清水美依紗                            | 笠井 日向                         |
| 6    | 7    | 知ろうとしない                 | 浅野和之   | 畠中洋                              | 鈴木壮麻                            | 鈴木壮麻                              | 長谷川 開                         |
| 7    | 8    | 正気を気取った狂人             | 内藤大希   | 田中秀哉                            | 内藤大希                            | 塚本直                                | 内藤 大希                         |
| 16   | 9    | 今ならきっと                   | 和音美桜   | 和田清香                            | 豐原江理佳                          | 清水彩花                              | 皆本 麻帆                         |
| 8    | 10   | We're Singin'in the Rain       | 小此木麻里 | 小此木麻里 田中秀哉 畠中洋 和田清香 | 昆夏美と 雨が止まない合唱団         | 昆夏美                                | 西川 大貴                         |
| 10   | 11   | Blue Blue Earth                | 服部杏奈   | 小此木麻里 田中秀哉                 | 七尾旅人                            | 雨が止まない合唱団                    | 大音 智海 原田 真絢               |
| 9    | 12   | 東京漂流                       | 南沢奈央   | 和田清香                            | 咲妃みゆ                            | 咲妃みゆ                              | 知念 里奈                         |
| 11   | 13   | NEWS!NEWS!NEWS!                | 有志一同   | 小此木麻里 田中秀哉 畠中洋 和田清香 | 伊藤広祥 塚本直 松原凜子 山野靖博   | Instrumental                          | Ema 大音 智海 長谷川 開 原田 真絢 |
| 12   | 14   | news#2（語り）                 | 吉原光夫   |                                     | 内海啓貴                            | -                                     | -                                 |
| 12   | 15   | 海に潜ったクジラ（リプライズ） | 熊谷彩春   | 小此木麻里                          | 田村芽実                            | 清水美依紗                            | 笠井 日向                         |
| 13   | 15   | 空に飛ばす手紙                 | 熊谷彩春   | 小此木麻里                          | 田村芽実                            | 清水美依紗                            | 笠井 日向                         |
| 14   | 16   | news#3（語り）                 | 吉原光夫   |                                     | 内海啓貴                            | -                                     | [ † 1 ]                           |
| 14   | 17   | きっとまだ                     | spi        | 畠中洋 和田清香                     | spi 吉沢梨絵                        | 吉沢梨絵 山野靖博                     | Ema TENDRE                        |
| 15   | 18   | 舟を漕ごう                     | 吉原光夫   |                                     | 西川大貴                            | 西川大貴                              | 浦嶋 りんこ                       |
| 17   | 19   | 世界は変わってない             | (朗読なし) | 全キャスト                          | VA                                  | 全キャスト                            | 全キャスト                        |
|      | 20   | Epilogue D.C.                  |            |                                     |                                     |                                       |                                   |

1. 1 2 3  “雨が止まない世界”に流れるラジオとして、声の出演:川口満里奈
2. ↑  コンセプトアルバム前は「きつねぇさん」というタイトルだった。
3. 1 2 3 4  冒頭に収録
4. ↑  雨が止まない合唱団：内海 湧真・河本 雪華・小林 謙真・佐藤 孔明・二宮 伶寧・平賀 晴
5. ↑  Various Artists：伊藤広祥・小此木麻里・海宝直人・昆夏美・咲妃みゆ・清水彩花・鈴木壮麻・spi・田中秀哉・田村芽実・塚本直・ 土居裕子・豊原江理佳・内藤大希・七尾旅人・西川大貴・畠中洋・松原凜子・山野靖博・吉沢梨絵・雨が止まない合唱団

## コンセプトアルバムスタッフ
- Piano, Glockenspiel：桑原あい
- Violin, Triangle：吉田篤貴
- 2nd Violin：地行美穂
- Viola：世川すみれ
- Viola：三品芽生
- Cello：島津由美
- Bass：勝矢匠
- Drums：山田玲
- Guitar：伊藤ハルトシ
- Voice：吉田 玲菜
- Tap：西川 大貴  「We're Singin'in the Rain」に収録

## 主な活動

### ポエトリー・リーディング動画
2021年4月より「曲がまだないミュージカル」と題し、歌詞の朗読を雨音とともに映像作品としてYoutubeで発表される。

### 「雨が止まない世界なら」ワークショップ公演 プロローグ
2021年7月10日(土)15:00／18:00(全2回) 会場：東京都 COTTON CLUB

出演：小此木麻里、田中秀哉、畠中洋、和田清香

演奏：桑原あい(p)、吉田篤貴(vln)、島津由美(vc)

上演時間：約90分（休憩なし）

### 「雨が止まない世界なら」in Concert
2023年1月6日(金)14:30／19:00 会場：東京都 大手町三井ホール　※ライブ配信あり

作詞・構成：西川大貴

作曲・音楽監督：桑原あい

出演（五十音順）：小此木麻里、昆夏美、咲妃みゆ、清水彩花、清水美依紗、鈴木壮麻、染谷洸太、塚本直、西川大貴、畠中洋、山野靖博、吉沢梨絵

雨が止まない合唱団：内海湧真、河本雪華、小林謙真、佐藤孔明、二宮伶寧、平賀晴

ミュージシャン：桑原あい(Pf)、吉田篤貴(Vn)、地行美穂(Vn)、世川すみれ(Vla)、島津由美(Vc)、勝矢匠(Ba)、山田玲(Dr)、伊藤ハルトシ(Gt、Vc)

※バンドメンバー1名、〈雨が止まない合唱団〉1名は当日出演降板となり、急遽アレンジが行われた。

### ソングサイクル・ミュージカル「雨が止まない世界なら in 2024」
2024年4月6日(土)14:30／18:30 会場：東京都 大手町三井ホール　※ライブ配信予定

脚本・演出：西川大貴

作曲・音楽監督：桑原あい

出演（五十音順）：阿岐之将一／梅田彩佳／浦嶋りんこ／Ema／大音智海／笠井日向／知念里奈／TENDRE／内藤大希／西川大貴／長谷川開／原田真絢／廣瀬友祐／皆本麻帆／吉田広大

ミュージシャン：Piano 桑原あい、Violin 吉田篤貴、Violin 地行美穂、Viola 世川すみれ、Cello 関口将史、Bass 勝矢匠、Drums 横田誓哉、Guitar/Cello 伊藤ハルトシ